# トロ箱
トロ箱（トロばこ）とは、海産物を入れる箱のこと。魚を入れて輸送するための魚箱。水産業者などが、海産物を出荷する際に用いられる。

## 語源
底引き網漁の一種であるトロール漁で収獲した魚を入れる箱、という意味である。大量に漁獲した魚を箱に詰める必要があったことから、大量生産できる特殊な箱が用いられるようになった。その後、漁の手法を問わず、魚箱のすべてがトロ箱と呼ばれるようになった。

## 素材
以前は木製（臭いの移らない素材であるナラ、ブナ、トドマツなどを用いる）であったが、現在では発泡スチロール製のものがほとんどである。ただし、箱に耐久性が必要となる新巻鮭などの大型魚や、特殊物と呼ばれる高級かつ水分の出やすい貝類、ウニ、イクラや身欠きニシンなどでは依然として木製容器（木箱）が用いられている。
また、一般に小型の木箱はトロ箱とは呼ばない。特にウニの容器はその形状から「げた」などと呼ばれる。その他、水産業界では魚介類の運搬容器としてサンマ用の樽やカキ用のブリキ缶が用いられるが、これらもトロ箱とは呼ばない。

## 廃棄物処理
利用が終わったトロ箱は、大量に排出されることもあり、産業廃棄物としての処理が課題となっている。このため、一部では使用した箱に別の魚を詰めるリユース（再利用）も促進されており、内容物と外部の表記が一致しないものも多く見受けられるようになった。発泡スチロール製のトロ箱は、廃棄物の中間施設などで圧縮や融解などを経て減量化された後に処理されることが多い。木製の箱もチップ化されて燃料とする場合も多い。傷みの少ない発泡スチロール製トロ箱は、トロ箱栽培に流用可能である。